# Waterville (Washington)
Waterville je gradić u američkoj saveznoj državi Washington. Prema popisu stanovništva iz 2010. u njemu je živjelo 1.138 stanovnika.